# Gaius Maenius Haniochus
Gaius Maenius Haniochus war ein im 1. und 2. Jahrhundert n. Chr. lebender Angehöriger der römischen Armee.
Durch eine Inschrift, die in Luxor gefunden wurde und die auf den 19. April 127 datiert ist, ist belegt, dass Haniochus Centurio in den folgenden Legionen (in dieser Reihenfolge) war: in der Legio XI Claudia pia fidelis, in der Legio I Italica und in der Legio II Traiana fortis.
Haniochus stammte aus Corinth (domo Corinthi). Er trat vermutlich direkt im Range eines Centurios in die Legio XI Claudia ein und wurde wahrscheinlich nach 106 in die Legio I Italica versetzt, als beide Legionen in der Provinz Moesia inferior stationiert waren. Seine Versetzung in die Legio II Traiana fortis geschah möglicherweise zu dem Zeitpunkt, als Lucius Cossonius Gallus als Kommandeur von der Legio I Italica zur Legio II Traiana fortis wechselte.
Er hinterließ die Inschrift bei den Memnonkolossen, deren Laute er hörte (audivi Memnonem).